# Rangapur (Rautahat)
Rangapur (nepalski: रंगपूर) – gaun wikas samiti w środkowej części Nepalu  w strefie Narajani w dystrykcie Rautahat. Według nepalskiego spisu powszechnego z 2001 roku liczył on 1670 gospodarstw domowych i 9968 mieszkańców (4893 kobiet i 5075 mężczyzn).